# برگ‌بالان
زیر خانواده برگ‌بالان (نام علمی: Charaxinae) جزء تیره فرچه‌پایان و عضو بالاخانواده پروانه‌وارها می‌باشد.